# SJ D
Pour les articles homonymes, voir SJD.
SJ D est une série de locomotives électriques utilisées par Statens Järnvägar (SJ) de la Suède. Ce sont les premières locomotives électriques standards de SJ et seront construites en collaboration avec l'électrification de la ligne principale de l'ouest. 
321 locomotives de classe D ont été construits de 1925 à 1943. Jusqu'à 1933, la carrosserie a été faite de bois de teck et en acier par la suite. Le D a été utilisé dans les trains de voyageurs rapides, ainsi que dans les trains de marchandises. La dernière locomotive D a été retiré 1988. La série compte des modèles Ds, Dg, Dk, Du et Du2. 

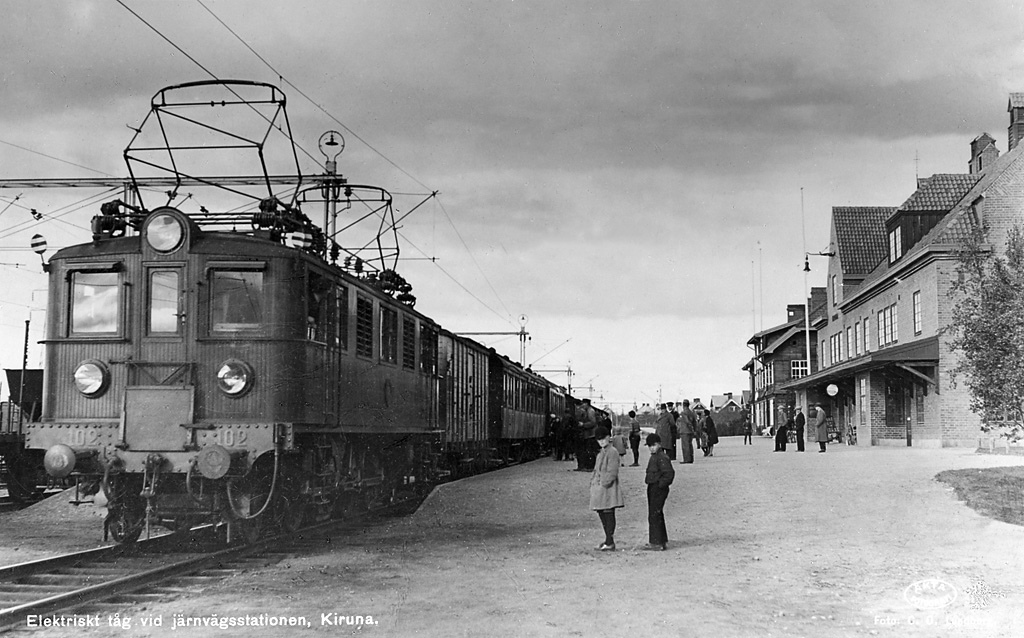
Train électrique à la gare de Kiruna, avec un D. Prise entre 1940 et 1959.

Trois locomotives ont été construites ou reconstruites comme prototypes expérimentaux. Ce sont le Dr n ° 415, un 1937 Dk modifié avant la livraison pour tester des vitesses plus élevées, en 1944 modifié à un Dk normale; Df, puis le Dr No. 208, reconstruite en 1948-9 avec de nouveaux moteurs et des systèmes de contrôle et éventuellement le matériel mis au rebut de n ° 415 et n ° 146 Dg2 reconstruit avec un quatrième essieu couplé et de nouveaux équipements de contrôle après une collision en 1948.